# Открытие (фильм, 1973)
«Откры́тие» — художественный фильм, снятый режиссёром Барасом Халзановым на Свердловской киностудии в 1973 году.

## Сюжет
В России идёт Гражданская война. Но даже в такое тревожное время находятся люди, думающие о будущем страны. Один из них — молодой геолог Сергей Юрышев, который, несмотря на опасности, отправляется в Сибирь на поиски месторождений меди. Действие фильма разворачивается в 1920-е и позже — в 1970-е годы, когда Юрышев становится академиком и директором института.

## В ролях
- Донатас Банионис[1] — академик Сергей Матвеевич Юрышев (озвучил Александр Демьяненко)
- Михаил Кононов — Сергей Юрышев в молодости (озвучил Александр Демьяненко)
- Жанна Прохоренко — Анка
- Ирина Печерникова — Лиза
- Виталий Соломин — Андрей Сергеевич Юрышев / Дмитрий Каточкин
- Владимир Ивашов — Илья Стасов
- Гедиминас Карка — Чанеев, директор института
- Ирина Лаврентьева — Каточкина, мать Андрея
- Юрий Назаров — белогвардейский офицер
- Фёдор Одиноков — горный мастер
- Валерий Носик — заика
- Владимир Балашов — член комиссии по расследованию аварии
- Гражина Байкштите — жена Андрея
- Она Банионене — Клавдия Ивановна, секретарь Юрышева

## Съёмочная группа
- Барас Халзанов — режиссёр
- Эдуард Тополь — сценарист
- Игорь Лукшин — оператор
- Владислав Расторгуев — художник
- Вадим Биберган — композитор